# Stazione di Hiraishi
La stazione di Hiraishi (平石駅?, Hiraishi-eki) è una fermata ferroviaria della città di Yokote, nella prefettura di Akita della regione del Tōhoku, servita dai treni locali della linea Kitakami. Durante l'inverno il servizio viaggiatori è sospeso.

## Linee
East Japan Railway Company
■ Linea Kitakami

## Struttura
La fermata è dotata di una piccola sala d'attesa, e dispone di un semplice marciapiede servente un unico binario passante, utilizzato per entrambe le direzioni di marcia.

## Stazioni adiacenti
| «              | Servizio       | »              |
| Linea Kitakami | Linea Kitakami | Linea Kitakami |
| -------------- | -------------- | -------------- |
| Komatsukawa    | Locale, Rapido | Ainono         |